# Борис Бірштейн
Борис Бірштейн (нар. 11 листопада 1947, Литва) — бізнесмен та колишній голова інвестиційної та торгової компанії Seabeco.Як повідомляється, Бірштейн заробив свої статки, використовуючи контакти на високому рівні в Росії після розпаду Радянського Союзу у грудні 1991 року. Є інформація, що він емігрував до Канади в 1979 році де проживав до 1992 року. Опісля емігрував до Цюриха, Швейцарія.

## Успіх у бізнесі

### Особисті інвестиції
У жовтні 2019 року повідомлялося, що Бірштейн зробив інвестиції в GEMGOW, онлайн-платформу для торгівлі дорогоцінним камінням.

### Група Seabeco
Бірштейн — колишній голова Seabeco Group. Походження Seabeco Group невідоме. У жовтні 1993 року Toronto Star посилалася на російські джерела, які заявили, що Seabeco була створена Радянським Союзом наприкінці 1980-х, щоб допомогти з відмивання державних грошей на Заході. Пізніші повідомлення стверджували, що Seabeco інвестувала в нерухомість в Росії наприкінці 1980-х та початку 1990-х років, включаючи 30-поверховий розкішний готель Trump Tower, театральний комплекс та спортзал. . 1987 року компанія уклала спільне партнерство з Daewoo, південнокорейським конгломератом.
У 1980-х і 1990-х роках Бірштейн був близький багатьом видатним особам, зокрема кільком видатним радянським, а потім і російським лідерам у політиці та КДБ, таким як полковник КДБ Леонід Веселовський, Георгій Арбатов, Віктор Баранников, Олександр Смоленський (Баба Шура) з АКБ «СБС-АГРО» та «ОВК» («Товариство взаємного кредиту» або рос. «Общество взаимного кредиту»), які входили до складу «Віденської чорної біржі», Марк Річ, Леонід Кучма, Ігор Макаров та Ітера. 1991 року Веселовський відповідав за прокремлівські комерційні операції за кордоном на підтримку Комуністичної партії. Арбатов є засновником та директором Інституту США й Канади Російської академії наук (ІСКРАН) у Москві, який був ланкою розвідки та зовнішньополітичних зусиль Кремля проти Канади та США для підтримки ЦК Радянського Союзу. Союзу, а потім Росії, Міністерства закордонних справ Радянського Союзу, а пізніше Росії, а також КДБ .
Seabeco відкрила офіс у Канаді після еміграції Бірштейна до країни. Повідомляється, що російське відділення Seabeco включало спільне підприємство з колишнім керівником московської міліції, спільне підприємство з профспілками, торгову компанію та приватний банк. Seabeco почала згортати свою діяльність у Канаді 1992 року. За словами Стіва Шнайдера, віце-президента Seabeco, це повинно було перемістити працівників Seabeco «ближче до Росії»."
Як повідомляється, Seabeco в Цюриху була ліквідована 1993 року після звинувачень у Росії в причетності до шахрайства та відмивання грошей. Колишній полковник КДБ Леонід Веселовський працював у цьому офісі з початку серпня 1991 року до 1993 року, коли з'ясувалося, що Веселовський був у КДБ і залишив роботу через скандал. .

### Зв'язки з Молдовою
1991 року Мірча Снєгур, колишній президент Молдови, призначив Бірштейна очолити комітет з реконструкції та розвитку країни. Він також працював  зовнішньоторговельним представником Молдови.
Згідно з повідомленнями, Seabeco було звільнено від податкових зобов'язань у країні в результаті позиції Бірштейна. Компанія відповіла послугою, створивши першу у Молдові міжнародну бізнес-школу.
Бірштейн познайомив членів уряду Молдови з міністрами високого рівня в Канаді, включаючи Чарльза Макміллана, колишнього радника прем'єр-міністра Канади Браяна Малруні. Макміллан допоміг країні розробити програму ринкових реформ на початку 1990-х років. Канадський депутат і колишній міністр торгівлі Монте Квінтер якось сказав про відносини Бірштейна з колишнім президентом Киргизстану Аскаром Акаєвим: "Ви говорите про те, що були біля ніг президента, ну, ці двоє були нерозлучні. "

### Звинувачення у корупції
1993 року Бірштейн став предметом недоведених звинувачень у тому, що він використовував Seabeco для викрадення мільйонів доларів з колишньої радянської державної скарбниці. Розслідування було розпочато за вказівкою Бориса Єльцина.
«Торонто Стар» оголосила, що докази, надані проти Бірштейна, були надані Дмитром Якубовським, колишнім чиновником російського уряду та колишнім керівником Seabeco. Помічник головного прокурора Москви тоді сказав, що «політики [використовували] корупцію як зброю проти своїх конкурентів.»
У квітні 2005 року киргизькі суди назвали компанію Бірштейна Seabeco у зв'язку з підозрою у розкраданні золота на суму 23 мільйони доларів у Швейцарії. Розслідування було розпочато у квітні 2005 року після народного повалення лідера Киргизстану Акаєва минулого місяця. .
Після його показів киргизька юстиція надіслала швейцарській прокуратурі список членів президентського оточення, яких підозрює у причетності до зловживань. .
Запит стосувався наказу Акаєва 1991 року про транспортування золота до Цюриху на банківський рахунок, що контролюється дочірньою компанією Seabeco. Швейцарська влада тоді відмовилась діяти, заявивши, що запит про співпрацю був недостатньо детальним.